# Iraota abnormis
Iraota abnormis är en fjärilsart som beskrevs av Dudley Moulton 1911. Iraota abnormis ingår i släktet Iraota och familjen juvelvingar. Inga underarter finns listade i Catalogue of Life.